# Paleis van Zurbano

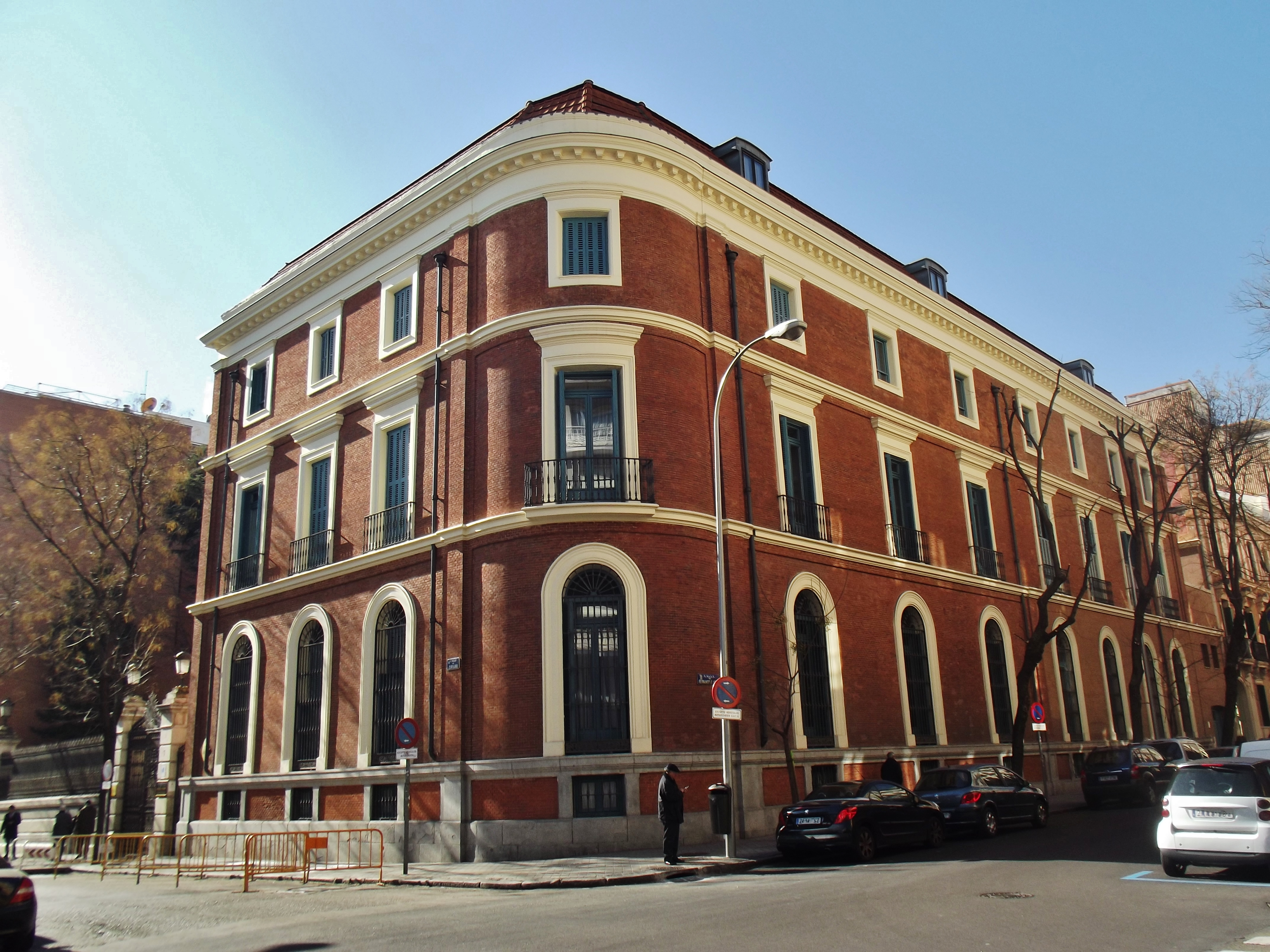
Paleis van Zurbano

Het Paleis van Zurbano is een stadspaleis te Madrid. De Madrilenen kennen het paleis als de geboorteplek van koningin Fabiola. Het is bekend vanwege zijn weelderig interieur.
Het paleis is gelegen aan de Calle de Zurbano en was eigendom van de Markies van Casa Riera. Het werd gebouwd in 1878, voor Fermín de Muguiro y Azcárate, graaf van Muguiro. Het werd in 1919 eigendom van de rijke markies van Casa Riera. Het paleis werd vernieuwd en uitgebreid met twee grote salons in Lodewijk XV-stijl. Sommige salons waren versierd met decoratieve muurschilderingen en plafondschilderingen. Don Gonzalo de Mora y Fernández del Olmo, de vader van koningin Fabiola, was de vierde Markies van Casa Riera en hij bewoonde dit paleis samen met zijn vrouw Blanca van Aragon.
Het paleis werd door de markies gebruikt als privaat-woning. Fabiola groeide er op samen met haar zeven broers, waarvan graaf Jaime de Mora de bekendste was. Het paleis was versierd met de beroemde kunstverzameling van de markies. In deze familiale collectie bevonden zich twee werken van Goya: onder andere "La lechera de Burdeos" en een portret "Don Juan Bautista de Muguiro". Daarnaast telde de verzameling ook belangrijke werken van Vlaamse meesters, een werk van Tiepolo, een 17e-eeuws portret van Mignard en een uitgebreide bibliotheek. Op de eerste verdieping was de huiskapel van de markies ingericht.
In 1986 werd het staatseigendom. Het werd volledig gerestaureerd en aangepast. 